# Segunda División de Chile 1985
Segunda División de Chile 1985 var 1985 års säsong av den näst högsta nationella divisionen för fotboll i Chile, som vanns av Trasandino som således tillsammans med Fernández Vial gick upp i Primera División (den högsta divisionen). Deportes Victoria flyttades ner. Segunda División 1985 bestod av 20 lag som delades upp i två grupper om tio lag. Lagen i varje grupp mötte varandra två gånger, vilket gav 18 matcher per lag under säsongen. De fem främsta i varje grupp gick vidare till varsin uppflyttningsserie, medan de fem sämsta i gick till varsin nedflyttningsserie.

## Första fasen
Lagen mötte alla lag inom sin egen grupp två gånger, vilket gav totalt 18 matcher per lag.
| Nr | Lag                  | S  | V | O | F | GM | IM | MS  | P  |
| -- | -------------------- | -- | - | - | - | -- | -- | --- | -- |
| 1  | Trasandino           | 18 | 9 | 7 | 2 | 25 | 11 | +14 | 25 |
| 2  | Deportes Antofagasta | 18 | 9 | 3 | 6 | 30 | 21 | +9  | 21 |
| 3  | Unión Santa Cruz     | 18 | 7 | 6 | 5 | 22 | 25 | −3  | 20 |
| 4  | Deportes La Serena   | 18 | 6 | 7 | 5 | 14 | 18 | −4  | 19 |
| 5  | Santiago Wanderers   | 18 | 5 | 9 | 4 | 23 | 19 | +4  | 19 |
| 6  | Coquimbo Unido       | 18 | 6 | 6 | 6 | 18 | 18 | 0   | 18 |
| 7  | Deportes Ovalle      | 18 | 4 | 9 | 5 | 21 | 18 | +3  | 17 |
| 8  | Quintero Unido       | 18 | 4 | 8 | 6 | 16 | 21 | −5  | 16 |
| 9  | Super Lo Miranda     | 18 | 4 | 6 | 8 | 17 | 28 | −11 | 14 |
| 10 | Regional Atacama     | 18 | 3 | 6 | 9 | 16 | 23 | −7  | 12 |

| Nr | Lag                   | S  | V  | O | F | GM | IM | MS  | P  |
| -- | --------------------- | -- | -- | - | - | -- | -- | --- | -- |
| 1  | Fernández Vial        | 18 | 10 | 6 | 2 | 26 | 11 | +15 | 26 |
| 2  | Lota Schwager         | 18 | 8  | 5 | 5 | 20 | 14 | +6  | 21 |
| 3  | Curicó Unido          | 18 | 9  | 3 | 6 | 24 | 23 | +1  | 21 |
| 4  | Provincial Osorno     | 18 | 6  | 6 | 6 | 28 | 27 | +1  | 18 |
| 5  | Malleco Unido         | 18 | 4  | 9 | 5 | 14 | 17 | −3  | 17 |
| 6  | Deportes Linares      | 18 | 7  | 2 | 9 | 20 | 21 | −1  | 16 |
| 7  | Deportes Puerto Montt | 18 | 5  | 6 | 7 | 16 | 20 | −4  | 16 |
| 8  | Deportes Valdivia     | 18 | 5  | 6 | 7 | 14 | 21 | −7  | 16 |
| 9  | Iberia                | 18 | 3  | 9 | 6 | 17 | 17 | 0   | 15 |
| 10 | Deportes Victoria     | 18 | 4  | 6 | 8 | 14 | 22 | −8  | 14 |

## Uppflyttningsserier
Samtliga lag tog med sig sina resultat och spelade därefter två matcher mot varje lag, det vill säga ytterligare åtta matcher. Det främsta laget i vardera grupp flyttades upp en division. Lagen möttes även i en säsongsfinal.
| Nr | Lag                  | S  | V  | O  | F  | GM | IM | MS  | P  |
| -- | -------------------- | -- | -- | -- | -- | -- | -- | --- | -- |
| 1  | Trasandino           | 26 | 11 | 12 | 3  | 32 | 15 | +17 | 34 |
| 2  | Unión Santa Cruz     | 26 | 10 | 10 | 6  | 31 | 31 | 0   | 30 |
| 3  | Deportes Antofagasta | 26 | 12 | 4  | 10 | 43 | 30 | +13 | 28 |
| 4  | Santiago Wanderers   | 26 | 9  | 10 | 7  | 29 | 25 | +4  | 28 |
| 5  | Deportes La Serena   | 26 | 7  | 9  | 10 | 16 | 29 | −13 | 23 |

| Nr | Lag               | S  | V  | O  | F  | GM | IM | MS  | P  |
| -- | ----------------- | -- | -- | -- | -- | -- | -- | --- | -- |
| 1  | Fernández Vial    | 26 | 12 | 11 | 3  | 34 | 16 | +18 | 35 |
| 2  | Lota Schwager     | 26 | 10 | 9  | 7  | 28 | 22 | +6  | 29 |
| 3  | Malleco Unido     | 26 | 9  | 11 | 6  | 27 | 26 | +1  | 29 |
| 4  | Curicó Unido      | 26 | 10 | 6  | 10 | 29 | 31 | −2  | 26 |
| 5  | Provincial Osorno | 26 | 8  | 8  | 10 | 36 | 40 | −4  | 24 |

## Nedflyttningsserier
Samtliga lag tog med sig sina resultat och spelade därefter två matcher mot varje lag, det vill säga ytterligare åtta matcher. Det sämsta laget i vardera grupp gick till nedflyttningskval.
| Nr | Lag              | S  | V | O  | F  | GM | IM | MS | P  |
| -- | ---------------- | -- | - | -- | -- | -- | -- | -- | -- |
| 1  | Coquimbo Unido   | 26 | 7 | 11 | 8  | 23 | 25 | −2 | 25 |
| 2  | Quintero Unido   | 26 | 7 | 11 | 8  | 22 | 26 | −4 | 25 |
| 3  | Regional Atacama | 26 | 7 | 10 | 9  | 24 | 24 | 0  | 24 |
| 4  | Deportes Ovalle  | 26 | 4 | 15 | 7  | 26 | 27 | −1 | 23 |
| 5  | Super Lo Miranda | 26 | 5 | 10 | 11 | 25 | 29 | −4 | 20 |

| Nr | Lag                   | S  | V  | O  | F  | GM | IM | MS  | P  |
| -- | --------------------- | -- | -- | -- | -- | -- | -- | --- | -- |
| 1  | Deportes Valdivia     | 26 | 10 | 6  | 10 | 27 | 28 | −1  | 26 |
| 2  | Deportes Linares      | 26 | 11 | 3  | 12 | 30 | 32 | −2  | 25 |
| 3  | Iberia                | 26 | 6  | 12 | 8  | 26 | 26 | 0   | 24 |
| 4  | Deportes Puerto Montt | 26 | 8  | 7  | 11 | 21 | 27 | −6  | 23 |
| 5  | Deportes Victoria     | 26 | 6  | 7  | 13 | 23 | 33 | −10 | 19 |